# Natación en los Juegos Olímpicos de Pekín 2008 – 200 metros estilo braza femenino
La competición de 200 metros braza femenino en los Juegos Olímpicos de Pekín 2008 se realizó del 13 al 15 de agosto de 2008 en el Centro Acuático Nacional de Pekín.

## Récords
Antes de esta competición, el récord mundial y olímpico existentes eran los siguientes:
| Récord mundial  | Leisel Jones | 2:20,54 | Melbourne, Australia | 1 de febrero de 2006 |
| Récord olímpico | Amanda Beard | 2:23,37 | Atenas, Grecia       | 19 de agosto de 2004 |

## Resultados

### Semifinales

#### Semifinal 1
| Pos. | Calle | Nombre          | País          | Tiempo  | Notas |
| ---- | ----- | --------------- | ------------- | ------- | ----- |
| 1    | 4     | Leisel Jones    | Australia     | 2:23,04 | Q     |
| 2    | 5     | Sara Nordenstam | Noruega       | 2:23,79 | Q, EU |
| 3    | 6     | Yuliya Yefimova | Rusia         | 2:24,00 | Q     |
| 4    | 3     | Megumi Taneda   | Japón         | 2:25,42 | Q     |
| 5    | 2     | Sally Foster    | Australia     | 2:26,33 |       |
| 6    | 1     | Anne Poleska    | Alemania      | 2:26,71 |       |
| 7    | 7     | Joline Höstman  | Suecia        | 2:27,14 |       |
| 8    | 8     | Jeong Da-rae    | Corea del Sur | 2:28,28 |       |

#### Semifinal 2
| Pos. | Calle | Nombre            | País           | Tiempo  | Notas |
| ---- | ----- | ----------------- | -------------- | ------- | ----- |
| 1    | 4     | Rebecca Soni      | Estados Unidos | 2:22,64 | Q     |
| 2    | 5     | Mirna Jukić       | Austria        | 2:23,76 | Q, EU |
| 3    | 6     | Annamay Pierse    | Canadá         | 2:23,94 | Q     |
| 4    | 3     | Rie Kaneto        | Japón          | 2:25,65 | Q     |
| 5    | 7     | Jung Seul-ki      | Corea del Sur  | 2:26,83 |       |
| 6    | 1     | Qi Hui            | China          | 2:27,63 |       |
| 7    | 2     | Suzaan van Biljon | Sudáfrica      | 2:28,45 |       |
| 8    | 8     | Elise Matthysen   | Bélgica        | 2:29,64 |       |

### Final
| Pos.              | Calle | Nombre          | País           | Tiempo  | Notas |
| ----------------- | ----- | --------------- | -------------- | ------- | ----- |
| Medalla de oro    | 4     | Rebecca Soni    | Estados Unidos | 2:20,22 | RM    |
| Medalla de plata  | 5     | Leisel Jones    | Australia      | 2:22,05 |       |
| Medalla de bronce | 6     | Sara Nordenstam | Noruega        | 2:23,02 | EU    |
| 4                 | 3     | Mirna Jukić     | Austria        | 2:23,24 | RN    |
| 5                 | 7     | Yuliya Yefimova | Rusia          | 2:23,76 | RN    |
| 6                 | 2     | Annamay Pierse  | Canadá         | 2:23,77 | RN    |
| 7                 | 1     | Rie Kaneto      | Japón          | 2:25,14 |       |
| 8                 | 8     | Megumi Taneda   | Japón          | 2:25,23 |       |